# 保定县 (北宋)
保定县，中国北宋时设置的县。
宣和七年（1167年）降保定军为县，治所在今河北省文安县西北新镇。属莫州。旋复为军。金朝复为县。属雄州。元朝至元二年（1265年）省入益津县，四年复置。属霸州。明朝洪武七年（1374年）省入霸州，十三年复置。清朝时，属顺天府。1914年因与当时的保定道重名，改名新镇县。现为文安县新镇镇。